# Barreño
Un barreño (España) o palangana (Hispanoamérica y Filipinas) es un recipiente troncocónico con asas o recortes en su borde superior, similar en uso y formas a las tinas y los cubos, y fabricado en diferentes materiales: barro, madera, diversos metales y aleaciones y, desde el siglo XX, plásticos. Es un recipiente de gran capacidad que ha sido muy útil en antiguos oficios (tintoreros, curtidores) y labores campesinas, y posteriormente en las tareas domésticas, para lavar la ropa, la vajilla, o bañar a los niños.

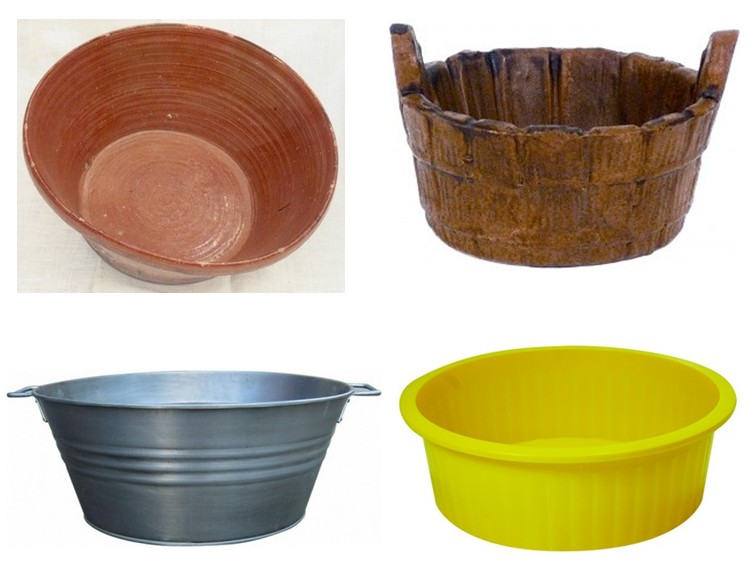
Barreños de: barro, madera, metal (zinc-titanio), plástico.

## Origen y etimología
El origen del término no es claro. Antigua voz prerromana, según Corominas, común con el portugués, gascón y languedociano, es un derivado de barro por abreviación de lebrillo, barreño, llamado así por la materia de que se hace. Ocasionalmente puede aparecer como sinónimo de cubo, balde, caldero y lebrillo. Covarrubias también recoge su posible origen arábigo: Algunos quieren sea arábigo, de «barran», que vale caldero.

### Barreños de barro
Antiguamente, con el nombre de «barreña», se usaba por los pastores y campesinos como recipiente para comer.
En Andalucía y otras zonas de Levante y La Mancha, el barreño de barro se identificaba con el lebrillo grande o corciol, que llegaba a alcanzar diámetros de 90 cm en Lora del Río, 64 cm en Fajalauza (Granada) y 52 cm en Triana.

### Barreños de madera

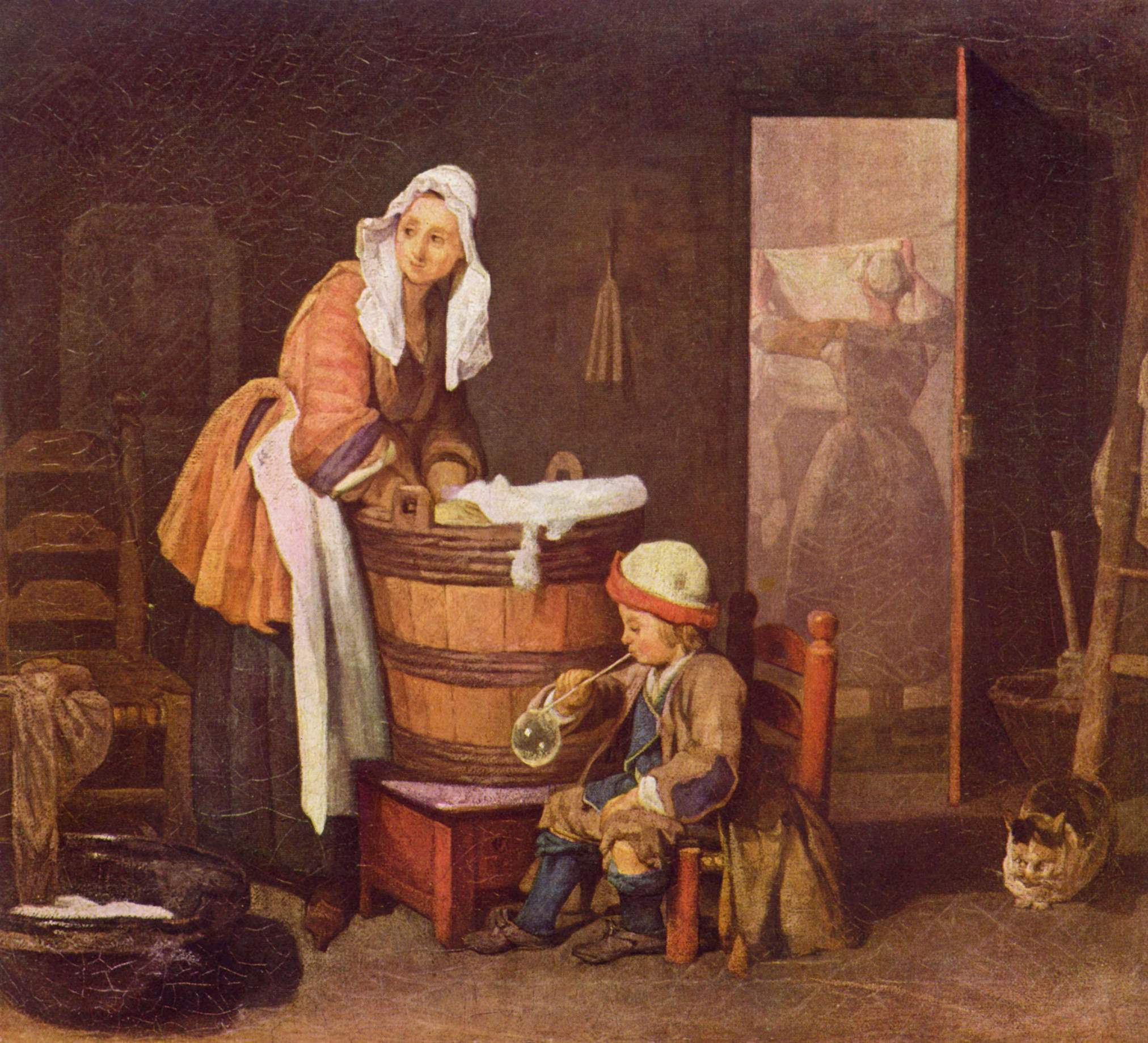
La lavandera (1735), óleo de Jean-Baptiste Siméon Chardin en el Hermitage (San Petersburgo).

En los países septentrionales, ricos en madera, el barreño es un recipiente más ancho que el cubo y más pequeño que la tina (que puede llegar a medir dos metros de diámetro). Por su modo de fabricación, su apariencia y, en muchos casos, sus aplicaciones pertenece a la misma familia que los toneles y los barriles.

### Barreños de metal
Con precedentes arqueológicos en los barreños de bronce de la civilización micénica y la Grecia clásica, el barreño de zinc nació del progreso industrial del siglo XIX. Similar al ancestral caldero de cobre, y hermano mayor de la serie de recipientes fabricados en hierro, aluminio, acero inoxidable, hojalata y otras aleaciones más sofisticadas. Desde mediados del siglo XX ha ido siendo desplazado por los recipientes de plástico. No obstante, el uso de barreños de metal (o recipientes metálicos con forma de barreño) sigue encontrándose en sectores concretos. Así por ejemplo, la freidora eléctrica que se utiliza en churrería.

### Barreños de plástico
Estos recipientes de material plástico de vivos colores y fabricados en serie son los herederos universales de la cultura del barreño. Otrora negocio exótico del mítico 'gitano', hoy lo es del popular 'chino'. La aristocracia del barreño de plástico tiene su cuna en Italia, en los diseños propuestos desde la década de 1960 por el sello industrial Kartell.

## El barreño musical
El tesoro folclórico centroamericano incluye entre sus danzas mixtas el barreño, valsecito de cortejo amoroso, con acoso, persecuciones y rapto final. Especialmente popular en El Salvador, Guatemala y Honduras.

## El barreño en elImpresionismofrancés
Se conocen al menos cuatro pasteles y numerosos bocetos de Edgar Degas dedicados al aseo femenino en los que el pintor se recrea en las formas del barreño de zinc (en francés coloquial tub o seille). Por su parte, la también impresionista francesa, Berthe Morisot, pintó un boceto de sus sobrinas jugando con el agua en un pequeño barreño de cerámica.

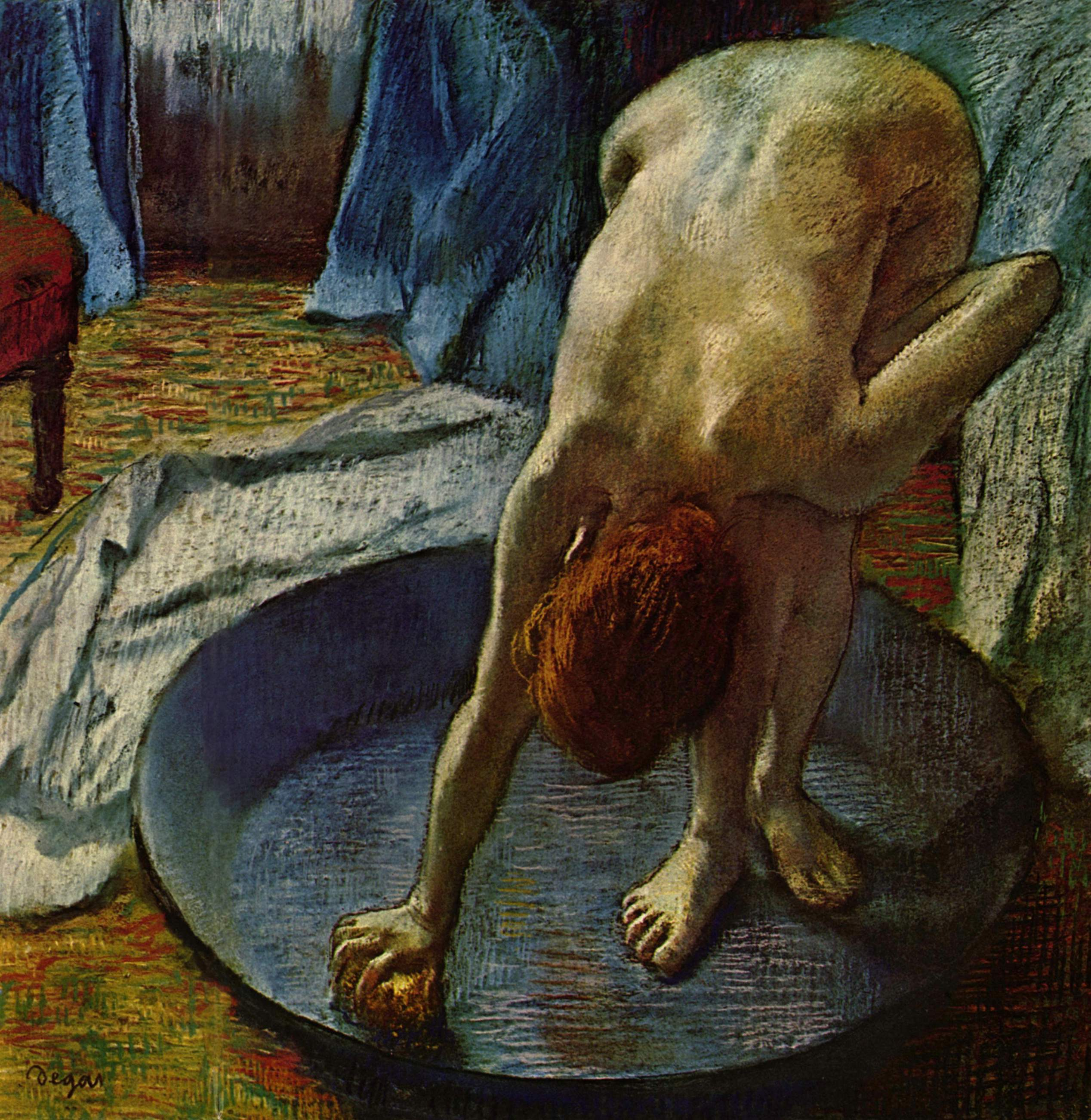
Edgar Degas, El barreño, h. 1886
Edgar Degas, Mujer bañándose en un barreño (hacia1885/6). Pastel de  60 x 83 cm. Museo de Orsay.
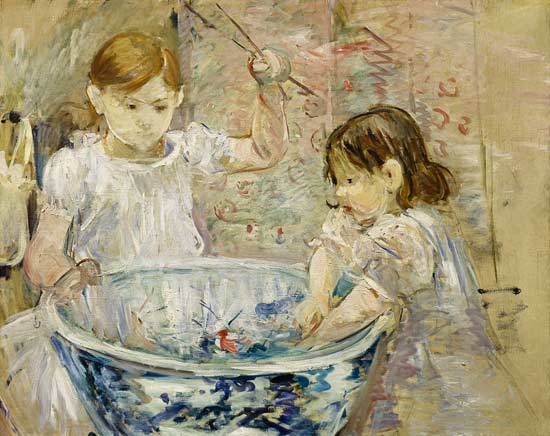
Berthe Morisot, Niñas jugando en un barreño con agua (1886).